# Pierre Simon Fournier

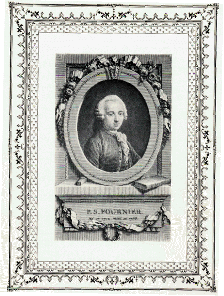
Pierre Simon Fournier (1712-1768)

Pierre Simon Fournier (Parijs, 15 september 1712 - aldaar, 8 oktober 1768) was een Franse stempelsnijder, lettergieter en typografisch theoreticus. Fournier en Narcissus zijn twee lettertypen die door hem werden ontworpen.
Hij werd Fournier le Jeune genoemd, zijn vader Jean Claude was ook typograaf. In 1737 publiceerde Fournier zijn eerste theoretisch werk over hoe dicht letters op elkaar kunnen staan zonder de leesbaarheid te bemoeilijken.

## Typografisch puntenstelsel
De typografische punt werd door Pierre Simon Fournier in 1737 ingevoerd. Uitgangspunt was een Franse voetmaat. (= 0,298 m) Deze werd in duimen verdeeld, en elke duim werd in 12 strepen verdeeld, en elke streep in 6 punten de Fournier-punt. Deze Fournierpunt  bedroeg 0,34882 mm. Hij vond echter deze punt een te klein verschil als verschil tussen de corpsen. Hij sneed zijn lettersoorten op een veelvoud van twee van deze punten.
Nu nog steeds zijn de puntenstelsels gebaseerd op Fourniers theorie. Echter de bij wet vastgelegde "Koningsvoet", de voetmaat waarop 1 punt Didot gebaseerd is, is een weinig groter: daardoor is 12 punt Fournier gelijk aan 11 punt Didot. Het Didot-systeem werd ingevoerd, omdat het Fournier-systeem geen eenheid bracht. Elke stad in Frankrijk had zo zijn eigen voetmaat. Het Franse hof echter verplichtte ieder die voor het hof drukwerk wilde leveren, dat te doen in "Didot-maten". Hierdoor kon het Didot-systeem langzamerhand de overhand krijgen.
Echter tot het einde van de "loden-letter-periode" zijn er drukkerijen geweest die Fournier-materiaal bleven gebruiken, aangezien het bijzonder duur was om alle lettermateriaal in één keer nieuw aan te schaffen in een drukkerij.
Het "punten-systeem" dat computers gebruiken is gebaseerd op de Pica, 1 inch gedeeld in 72 gelijke delen.

## Publicaties
- Traité historique et critique sur l'origine de l'imprimerie (1763)
- Manuel typographique utile aux gens de lettres (2 volumes, 1764-65)
- Traité historique et critique sur l'origine et les progrès des caractères de fonte pour l'impression de la musique (1766)